# Metavariável
Em lógica, uma metavariável (também conhecida como variável metalinguística ou variável sintática) é um símbolo ou string de símbolos que pertence a uma metalinguagem e se aplica a elementos de alguma linguagem objeto. Por exemplo, na sentença:
Sejam A e B duas sentenças de uma linguagem ℒ
os símbolos A e B são parte de uma metalinguagem na qual a afirmação sobre a linguagem objeto ℒ é formulada.
John Corcoran considera esta terminologia infeliz porque ela obscurece o uso da forma lógica (schemata) e porque tais "variáveis" não valem realmente para todo o domínio.:220
A convenção é que uma metavariável é uniformemente substituída com a mesma instância em todas as suas aparições em um dado schema. Isto em contraste com símbolos não-terminais em gramáticas formais onde os não-terminais à direita de uma produção podem ser substituídos por diferentes instâncias.
Tentativas de formalizar a noção de metavariável resultam em algum tipo de teoria dos tipos.
Na computação, frequentemente se é necessário especificar e documentar a sintaxe e a semântica de uma linguagem de programação, de forma mais ou menos formal. Um termo comumente utilizado para metavariável nesta área é "variável metassintática". Mais além, devido à prática da cultura hacker de se fazer uso de palavras aleatórias como "foo" como metavariáveis, o termo "variável metassintática" veio a denotar tais palavras por sí só; por exemplo, "foo" é referido como "a primeira variável metasintática" na primeira edição do Dicionário do Hacker.

## Notes
1. ↑  Hunter.
2. ↑  Shoenfield 2001.
3. ↑  Corcoran 2006.
4. ↑  Tennent 2002.
5. ↑  Masahiko Sato, Takafumi Sakurai, Yukiyoshi Kameyama, and Atsushi Igarashi. "Calculi of Meta-variables[ligação inativa]" in Computer Science Logic. 17th International Workshop CSL 2003. 12th Annual Conference of the EACSL. 8th Kurt Gödel Colloquium, KGC 2003, Vienna, Austria, August 25-30, 2003. Proceedings, Springer Lecture Notes in Computer Science 2803. ISBN 3-540-40801-0. pp. 484–497

## References
- Corcoran, J. (2006). «Schemata: the Concept of Schema in the History of Logic». Bulletin of Symbolic Logic. 12: 219–240
- Hunter, Geoffrey. Metalogic: An Introduction to the Metatheory of Standard First-Order Logic. [S.l.: s.n.]
- Shoenfield, Joseph R. (2001) [1967]. Mathematical Logic 2nd ed. [S.l.]: A K Peters. ISBN 978-1-56881-135-2
- Tennent, R. D. (2002). Specifying Software: A Hands-On Introduction. [S.l.]: Cambridge University Press. ISBN 978-0-521-00401-5